# Селце (Цриквеница)
Селце је насељено место у саставу града Цриквенице у Приморско-горанској жупанији, Република Хрватска.

## Историја
До територијалне реорганизације у Хрватској налазило се у саставу старе општине Цриквеница. Мејбел Грујић је у овом селу основала Амерички дом за југословенску сирочад.

## Становништво
На попису становништва 2011. године, Јадраново је имало 1.517 становника.

## Попис 1991.
На попису становништва 1991. године, насељено место Селце је имало 1.439 становника, следећег националног састава:
| Попис 1991.‍   | Попис 1991.‍  | Попис 1991.‍ | Попис 1991.‍ | Попис 1991.‍ |
| ------------- | ------------ | ----------- | ----------- | ----------- |
|               |              |             |             |             |
| Хрвати        | Хрвати       |             | 1.253       | 87,07%      |
| Југословени   | Југословени  |             | 50          | 3,47%       |
| Срби          | Срби         |             | 50          | 3,47%       |
| Албанци       | Албанци      |             | 21          | 1,45%       |
| Словенци      | Словенци     |             | 11          | 0,76%       |
| Муслимани     | Муслимани    |             | 7           | 0,48%       |
| Мађари        | Мађари       |             | 3           | 0,20%       |
| Немци         | Немци        |             | 3           | 0,20%       |
| Власи         | Власи        |             | 1           | 0,06%       |
| Грци          | Грци         |             | 1           | 0,06%       |
| Македонци     | Македонци    |             | 1           | 0,06%       |
| Украјинци     | Украјинци    |             | 1           | 0,06%       |
| Црногорци     | Црногорци    |             | 1           | 0,06%       |
| неопредељени  | неопредељени |             | 17          | 1,18%       |
| регион. опр.  | регион. опр. |             | 1           | 0,06%       |
| непознато     | непознато    |             | 18          | 1,25%       |
| укупно: 1.439 |              |             |             |             |